# Trienopa rufescens
Trienopa rufescens är en insektsart som först beskrevs av Walker 1851.  Trienopa rufescens ingår i släktet Trienopa och familjen sköldstritar. Inga underarter finns listade i Catalogue of Life.